# Patrizio Oliva
Patrizio Oliva, född den 28 januari 1959 i Neapel, Italien, är en italiensk boxare som tog OS-guld i lätt welterviktsboxning 1980 i Moskva. Han besegrade Serik Konakbaev från Sovjetunionen i finalen med 4-1.